# Philip Guston
Philip Guston (ur. 27 czerwca 1913 w Montrealu, zm. 7 czerwca 1980 w Woodstock w stanie Nowy Jork) – amerykański malarz i ilustrator, przedstawiciel ekspresjonizmu abstrakcyjnego pochodzenia żydowskiego.

## Życiorys
Pochodził z rosyjskiej, żydowskiej rodziny pochodzącej z Odessy. Guston zaczął malować w wieku 14 lat, a od 1927 roku uczęszczał do szkoły w Los Angeles, gdzie wraz z nim nauki pobierali Jackson Pollock i Willem de Kooning.
Pierwotnie malował obrazy o tematyce społecznej, malował sceny przedstawiające okrucieństwo wojny i z życia codziennego Amerykanów. Swój styl wzorował na Piere della Francesca, De Chirico oraz na malarzach socrealizmu. Po II wojnie światowej malował obrazy reprezentujące ekspresjonizm abstrakcyjny.